# Берту, Фердинанд
Фердинанд Берту́ (фр. Ferdinand Berthoud; 18 марта 1727 — 20 июня 1807) — французский изобретатель и часовщик. В 1753 году в Париже получил звание Часового мастера. Часовщик короля и Морского флота, оставил после себя обширнейшие труды, в частности, в области морской хронометрии.

## Биография
Фердинанд Берту родился 18 марта 1727 года в швейцарской долине Валь-де-Траверс, в кантоне Невшатель, в знатной семье часовщиков.
Его отец Жан Берту был мастером-плотником и архитектором, а также причастником Куве, знатным буржуа Невшателя и судьей Валь-де-Траверс (с 1717 по 1732 гг.). Мать Юдит Берту (1682—1765) была уроженкой Куве.
У Фердинанда было четыре брата: Абрахам (1708-?); Жан-Анри (1710—1790), судья Валь-де-Траверс, секретарь суда в Верьер, адвокат в Крессье и эксперт-часовщик; Жан-Жак (1711—1784), рисовальщик; Пьер (1717-?), крестьянин и часовщик. В 1741 году Пьер женился на Маргарите Борель-Жаке, с которой у него было два сына: Пьер-Луи (1754—1813) и Анри (? — 1783). Их карьера будет тесно связана с карьерой дяди Фердинанда Берту.
У Фердинанда было две сестры: Жанна-Мари (1711—1804) и Сюзанна-Мари (1729 — ?).
В 1741 году, в возрасте четырнадцати лет, Фердинанд Берту начинает учиться на часовщика у своего брата Жана-Анри в Куве и одновременно получает хорошую научную подготовку. 13 апреля 1745 года Фердинанд Берту заканчивает своё обучение и получает аттестат ремесленника-часовщика.

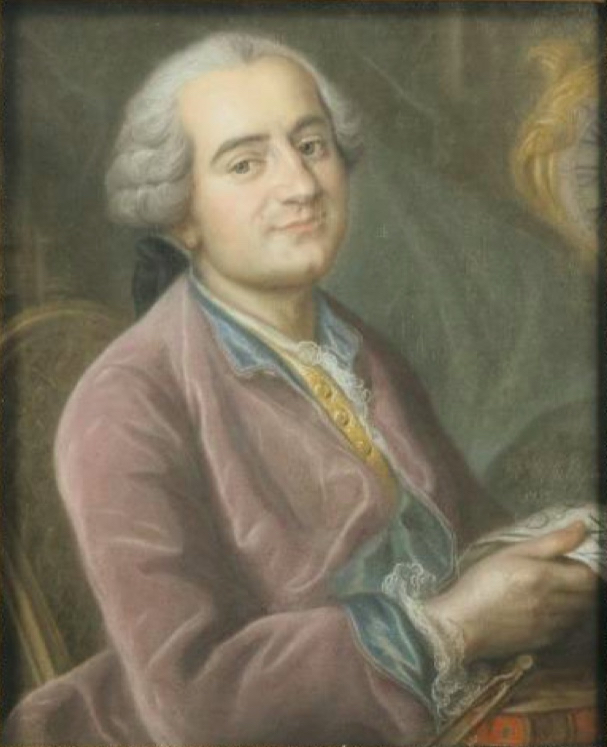
Фердинанд Берту

В 1745 году, в возрасте 18 лет, Фердинанд Берту приезжает в Париж, чтобы усовершенствовать своё мастерство в часовом деле. Он работает помощником у парижских мастеров часового дела. В литературных источниках иногда упоминаются сведения о том, как он работал в мастерской Жульена Леруа, где продемонстрировал удивительные успехи. Вместе с ним работал сын его наставника Пьер Леруа (1717—1785), который впоследствии станет его главным соперником.
4 декабря 1753 года по особому распоряжению монарха и постановлению Королевского совета, вопреки корпоративному уставу, Фердинанд Берту в возрасте 26 лет официально получает звание Часового Мастера.
Начиная с 1755 года, Фердинанду Берту доверяют составление нескольких статей по часовому делу для Методической энциклопедии, издаваемой с 1751 по 1772 годы под руководством философа и писателя Дидро и математика и философа д’Аламбера.
В 1759 году Фердинанд Берту публикует свой первый труд под названием «Искусство использования и регулировки маятников и часов. Для тех, у кого нет никаких знаний в часовом деле» (L’Art de conduire et de régler les pendules et les montres, à l’usage de ceux qui n’ont aucune connaissance d’horlogerie)[1]. За этой публикацией последуют и другие (см. гл. «Работы»).
В 1763 году Фердинанд Берту по поручению короля отправляется в Лондон, чтобы увидеть морской хронометр Н4 Джона Гаррисона. Его сопровождают математик и член Лондонского королевского общества Шарль Этьен Камю и астроном Жозеф Жером Лефрансуа де Лаланд. Путешествие разочаровало Фердинанда Берту, поскольку Гаррисон продемонстрировал ему только хронометры Н1, Н2 и Н3 (получив в награду 500 £) и категорически отказался показать пресловутый хронометр Н4, самый совершенный из всех.
Но если поездка в Лондон и не позволила Фердинанду Берту увидеть знаменитый хронометр Н4 Гаррисона, то оно открыло ему двери лондонских научных кругов. Ввиду значимости его трудов в области часового дела, 16 февраля 1764 года он был избран «иностранным членом» Лондонского королевского общества.

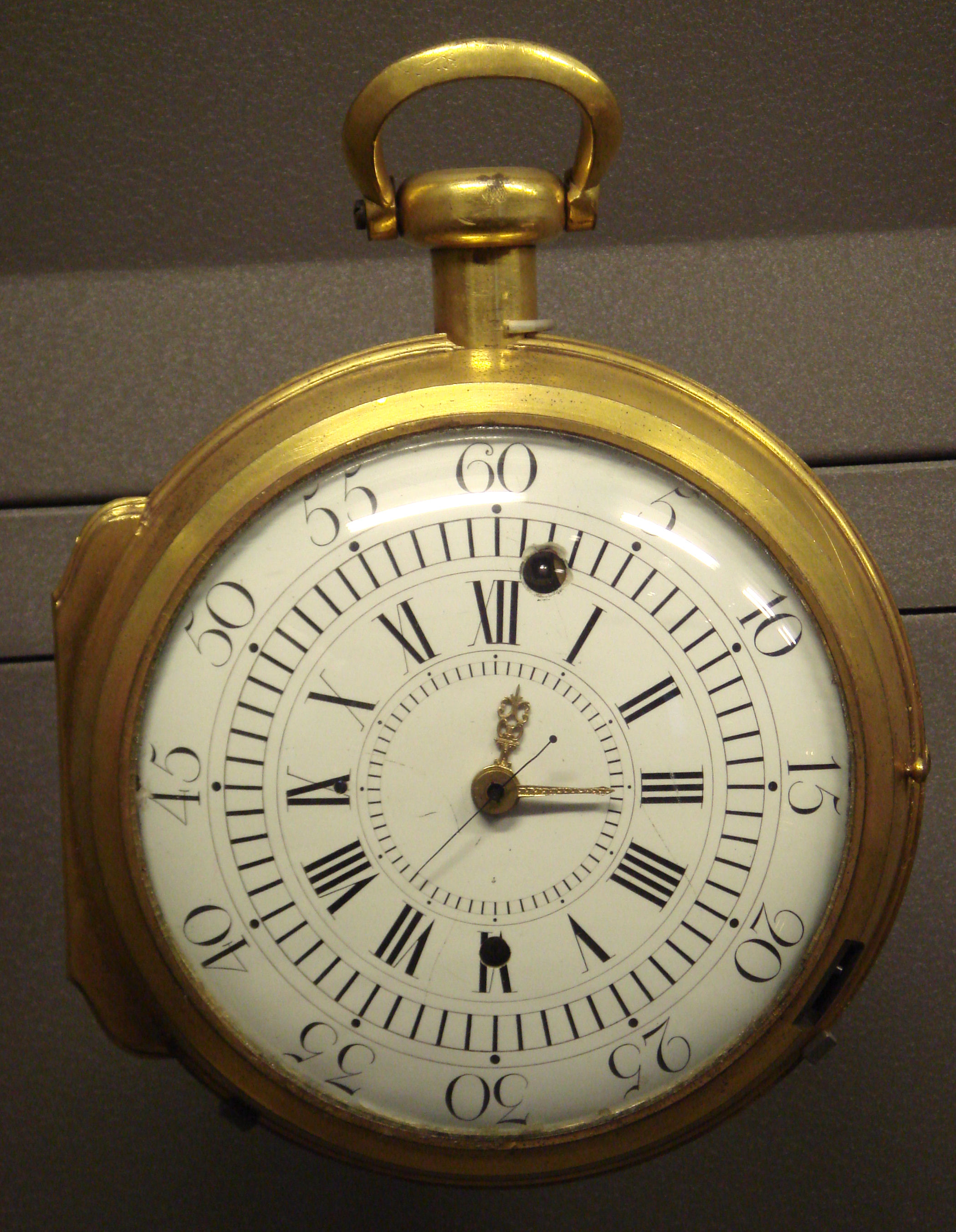
Морской хронометр № 3 Фердинанда Берту, 1763

В 1764 году по приказу короля и поручению Французской академии наук два члена академии — Дюамель дю Монсо и аббат Шапп д’Отрош должны были испытать в море морской хронометр № 3 Фердинанда Берту. Последний самолично привез часы в Брест и присутствовал при испытаниях, проводимых на фрегате «L’Hirondelle».
В 1765 году Фердинанд Берту предпринимает второе путешествие в Лондон, чтобы встретиться с Гаррисоном при посредничестве саксонского министра Брюля. Однако Гаррисон снова отказался показать ему свою работу, понимая, что Берту способен использовать его открытия для нужд французского флота. Наконец, английский часовщик Томас Мадж (1715—1795) — член Комиссии долгот и изобретатель английского рычажного анкера — согласился описать Фердинанду Берту принцип работы хронометра Н4 (за подобное описание Гаррисон требовал вознаграждение в размере 4000 фунтов стерлингов, что являлось поистине астрономической суммой).
7 мая 1766 года Фердинанд Берту направляет министру Морского флота герцогу Праслену графу Шуазель (1712—1785) докладную записку, в которой описывает свой проект по созданию морских часов 6 и 8. Он просит предоставить ему содержание в 3000 фунтов в качестве вознаграждения за работу над предыдущими морскими часами и оплаты предстоящих расходов, которые, по его мнению, необходимы для создания новых морских часов по английской технологии. Эта докладная записка свидетельствует о стремлении Фердинанда Берту получить содержание и титул Часовщика короля и Морского флота, а также о его желании заняться усовершенствованием морских часов и определением долготы в море. 24 июля 1766 года король одобрил докладную записку и согласился финансировать проект по созданию морских часов.
Желая удостовериться в совершенстве новых часов, 3 ноября 1768 года герцог Праслен поручает мореплавателям графу де Флёрьё и священнику Пингре испытать морские хронометры 6 и 8 во время путешествия на корвете «L’Isis» из Рошфора в Сан-Доминго. Путешествие длилось десять месяцев, и испытания хронометров прошли отлично. В 1773 году граф де Флёрьё опубликовал результаты своих наблюдений в работе «Путешествие по приказу короля с целью испытания морских хронометров» (фр. Voyage fait par ordre du roi, pour éprouver les horloges marines).
В 1769 году Фердинанд Берту пригласил из Куве (Швейцария) своего племянника Луи Берту (1754—1813) — молодого талантливого часовщика, который должен был продолжать обучение в Париже. Луи помогал ему в работе над морскими хронометрами, которые предназначались для французского и испанского флота.
1 апреля 1770 года, вследствие удачных испытаний морских хронометров 6 и 8, Фердинанд Берту получил должность Часовщика короля и Морского флота с годовым жалованием в 3000 фунтов, а также заказ от короля на создание 20 морских хронометров.
Работа продвигается успешно, и вскоре хронометры Фердинанда Берту занимают своё место на судах, уходящих в море для испытаний и географических исследований.
В 1771 году шевалье де Борда (1733—1799) под командованием маркиза Вердун де Ла Крен (1741—1805) отправляется на фрегате «Флора» на Канарские и Антильские острова для проведения серии испытаний морских хронометров. В 1774 и 1775 годах эти испытания продолжаются во время экспедиций на Канарские острова и к побережью Африки под командованием графа Шастене де Пюисегюра (корвет «L’Espiègle») и шевалье де Борда («Boussole»).
1 августа 1785 года Фердинанд Берту передает пять хронометров графу де Лаперузу — капитану фрегата «Астролябия», который отправляется в кругосветную экспедицию с целью продолжить открытия Джеймса Кука (1728—1779) в Тихом океане. Морские хронометры этой экспедиции были утеряны в 1788 году во время крушения «Астролябии» в открытом море возле островов Санта-Круз (Соломоновы острова).
В 1791 году Фердинанд Берту передал ещё четыре морских хронометра экспедиции шевалье Жозефа де Брюни д’Антркасто (1737—1793), отправившегося по приказу короля Людовика XVI во главе двух фрегатов (La Recherche и L’Espérance) на поиски экспедиции Лаперуза.
В 1795 году Фердинанд Берту был избран членом-резидентом первого класса отделения Механических искусств Института Франции. Во время революции Берту, поселившись в Лувре и имея государственное содержание, продолжал работать над часами и следить за сохранностью морских хронометров. Однако основной его заботой была публикация самого значительного из его произведений — «Истории определения времени с помощью часов» (Histoire de la mesure du temps par les horloges) (1802).
17 июля 1804 года Фердинанд Берту, как член Института, получил от Наполеона титул Кавалера Почетного легиона.
Фердинанд Берту умер 20 июня 1807 года, в возрасте 80 лет, не оставив после себя детей. Он был похоронен в Гроле, в долине Монморанси (департамент Валь д’Уаз), где ему поставлен памятник.

## Работа

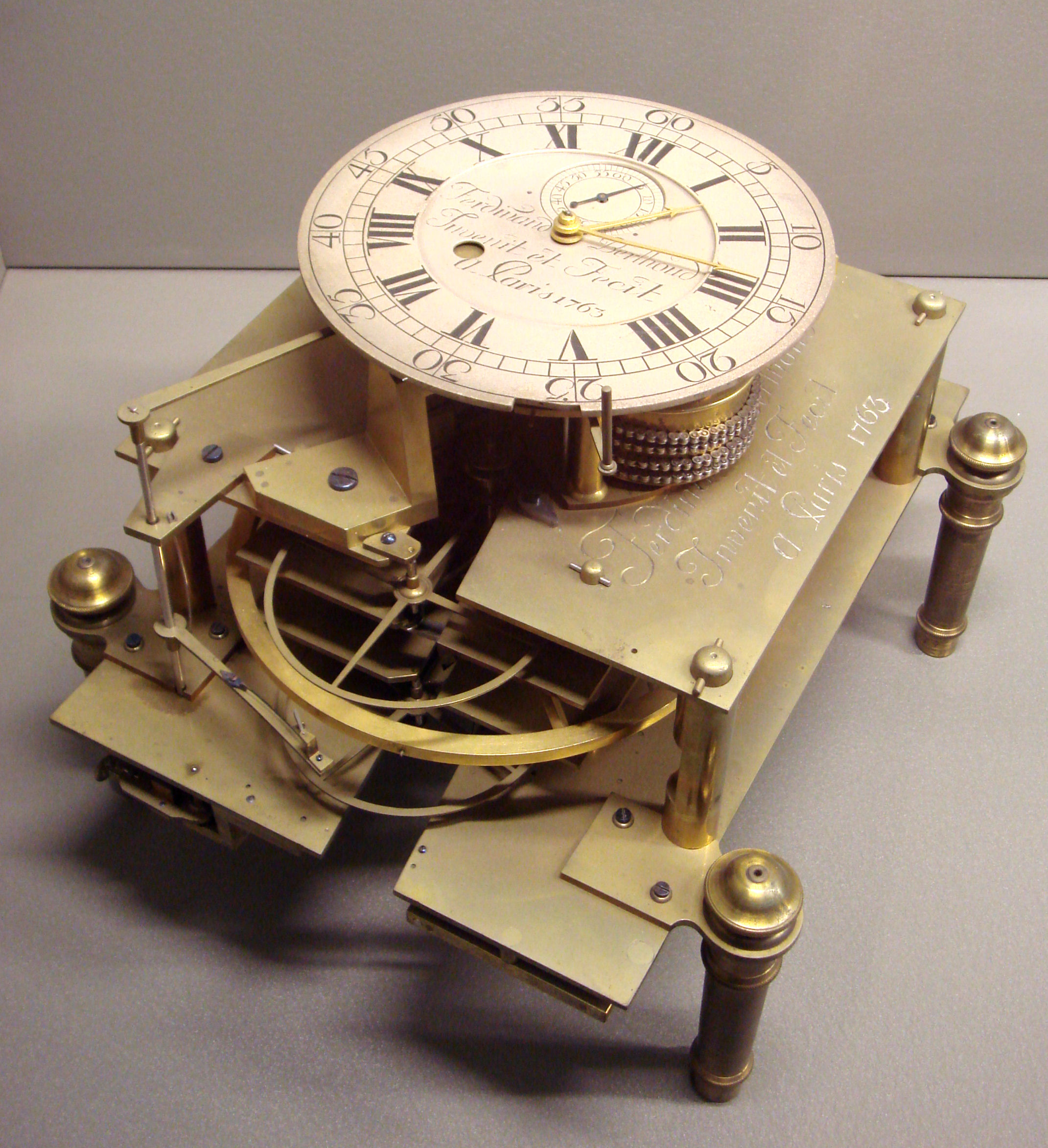
Фердинанд Берту судовые часы № 2 с моторной пружиной и двойной маятниковой ножкой, 1763

В 1752 году, в возрасте 25 лет, то есть через семь лет после своего приезда в Париж, Фердинанд Берту предложил на обсуждение Королевской академии наук свой математический маятник, что доказывало его высокое мастерство в часовом деле. Академики Шарль Этьен Камю и Пьер Бугер составили похвальный отчет о его работе.
Фердинанд Берту неоднократно сдавал в Королевскую академию наук запечатанные пакеты. Так, например, 20 ноября 1754 года он представил проект «Машины для измерения времени на море». Это проект так никогда и не был опубликован. Как оказалось, это был первый проект морского хронометра. Запечатанный пакет с проектом был вскрыт президентом академии только в 1976 году.
13 декабря 1760 года Фердинанд Берту представил в Королевскую академию наук «Доклад о принципах конструкции Морского хронометра» («Mémoire sur les principes de construction d’une Horloge de Marine»). В этом докладе описывался знаменитый хронометр 1, создание которого будет закончено в начале 1761 года. 28 февраля 1761 года Берту представил дополнение. В апреле 1763 года первый хронометр был выставлен в Королевской академии наук.
В 1754 году Академия наук одобрила часы и математический маятник Фердинанда Берту.
Фердинанд Берту стремился не только к исследовательской работе, но и к публикации результатов своих исследований. Эта двойная работа позволила ему быстро попасть в научные круги своей эпохи. Ему было доверено написание нескольких статей для Методической энциклопедии, издаваемой с 1751 по 1772 годы под руководством Дидро (1713—1784) и д’Аламбера (1717—1783).
В 1759 году Берту опубликовал популяризаторскую работу, которая имела большой успех: «Искусство использования и регулировки маятников и часов. Для тех, у кого нет никаких знаний в часовом деле» (L’Art de conduire et de régler les pendules et les montres. A l’usage de ceux qui n’ont aucune connaissance d’horlogerie). За ней последовал опубликованный в 1763 году объемный труд «Эссе о часовом деле, в котором это искусство рассматривается с точки зрения пользы для граждан, астрономии и навигации» (L’Essai sur l’horlogerie; dans lequel on traite de cet Art relativement à l’usage civil, à l’Astronomie et à la Navigation). Эта научно-популярная работа также имела большой успех, была переведена на несколько языков и выдержала несколько переизданий в XVIII и XIX веках.
1763 год стал поворотным в карьере Берту, от которого отныне зависел прогресс морской навигации. Парижская академия наук была не только свидетельницей, но и надежной опорой в его работе. Он открыл два запечатанных пакета, которые были отданы в академию в 1760 и 1761 годах, и в которых описывался морской хронометр 1. 29 августа следующего года Фердинанд Берту представил ещё один доклад о «создании морского хронометра».

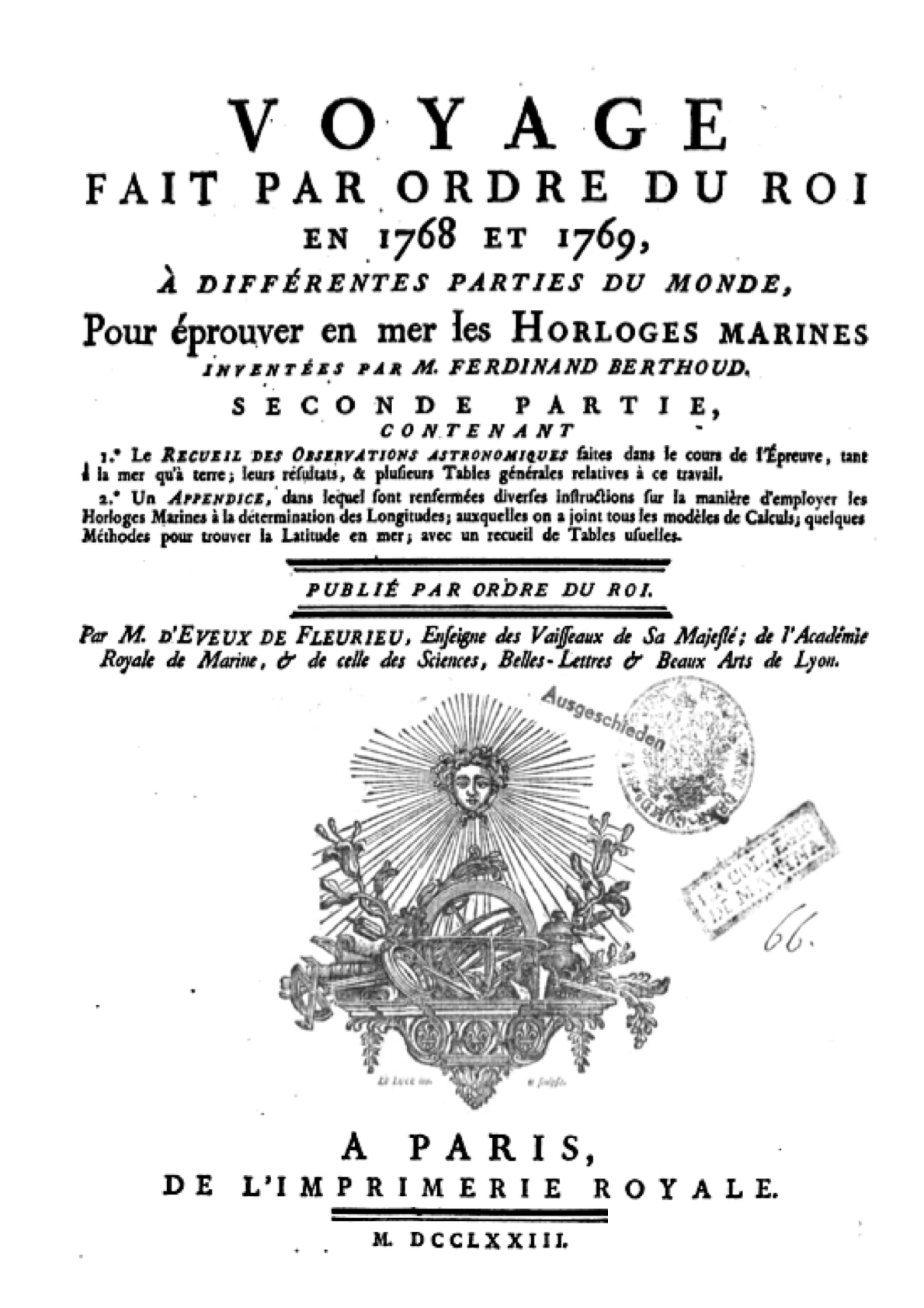
Часы Бертуд, Вояж, сделанный по заказу Людовика XV, 1768—1769

Его проекты подвергаются внимательному изучению и задают ритм его деятельности. 7 мая 1766 года он вновь предлагает проекты создания двух морских хронометров, так называемых хронометров 6 и 8, которые теперь хранятся в парижском Музее искусств и ремесел. После успешных испытаний этих хронометров Фердинанд Берту получает «Патент часовщика короля и Морского флота, которому поручается инспекция производства морских часов» («Brevet d’horloger Méchanicien du Roi et de la Marine ayant l’inspection de la construction des Horloges marines») (1 апреля 1770 года).
В 1773 году Фердинанд Берту публикует «Трактат о морских часах, содержащий теорию, конструкцию и работу этих часов и способы их проверки, чтобы добиться с их помощью уточнения морских карт и определения долготы на море» (Traité des horloges marines contenant la théorie, la construction, la main-d’œuvre de ces machines et la manière de les éprouver, pour parvenir par leur moyen, à la rectification des cartes marines et à la détermination des longitudes en mer). Этот трактат впервые описывает всё необходимое для создания морских хронометров. Тем самым Берту узаконивает свои работы по исследованию долготы на море по отношению к своим соперникам: Гаррисону и Пьеру Леруа (1717—1785).
Через два года, в 1775 году, Фердинанд Берту публикует новый труд: «Долгота путем измерения времени, или метод определения долготы на море с помощью морских часов, а также таблицы, необходимые лоцману для упрощения наблюдений, связанных с долготой и широтой» (Les longitudes par la mesure du temps ou méthode pour déterminer les longitudes en mer avec le secours des horloges marines, suivie du recueil des tables nécessaires au pilot pour réduire les observations relatives à la longitude et à la latitude). Эта книга была переиздана в 1785 году.
В 1787 году Берту публикует книгу «Об измерении времени, или дополнение к трактату о морских часах и к эссе о часовом деле, содержащее принципы создания, конструкции и испытаний небольших часов для определения долготы и применение тех же принципов для производства карманных или астрономических часов» (De la Mesure du Temps ou supplément au traité des horloges marines et à l’Essai sur l’horlogerie, contenant les principes d’exécution, de construction et d’épreuves des petites horloges à longitudes et l’application des mêmes principes de construction aux montres de poche, ainsi que plusieurs construction d’horloges astronomiques). Эта книга будет переведена на немецкий язык в 1798 году.
В 1792 году Фердинанд Берту публикует «Трактат о часах для определения долготы, содержащий конструкцию, описание и все детали изготовления этих механизмов, а также их размеры и способы их испытания…» (Traité des montres à Longitudes contenant la construction, la description & tous les détails de main-d’œuvre de ces Machines; leurs dimensions, la manière de les éprouver, etc), в котором предлагает для достижения лучшей изохронности использовать компенсационный баланс со спиральной пружиной.
Через четыре года, в 1796 году, Берту публикует «Продолжение Трактата о часах для определения долготы, содержащее: 1. конструкцию портативных вертикальных часов; 2. описание и испытания небольших горизонтальных часов, менее крупных и более подходящих для использования во время длительных плаваний» (Suite du Traité des montres à longitudes, contenant : 1° la construction des montres verticales portatives, 2° la description et les épreuves des petites horloges horizontales plus simples et plus portatives pour servir dans les plus longues traversée).
В 1802 году Фердинанд Берту публикует одно из самых значительных своих произведений — «Историю определения времени с помощью часов» (Histoire de la mesure du temps par les horloges). Этот труд подтверждает его исключительные знания и мастерство в часовом деле.
В 1807 году, незадолго до смерти, Берту публикует своё последнее произведение: «Дополнение к трактату о часах для определения долготы с приложением, содержащим указания на основные исследования и работы, выполненные Фердинандом Берту с 1752 по 1807 годы с различными частями механизмов для определения времени» (Supplément au Traité des montres à Longitudes avec appendice contenant la notice ou indication des principales recherches ou des travaux faits par Ferdinand Berthoud sur divers parties des machines qui mesurent le temps depuis 1752 à 1807). Эта книга будет переиздана дважды: в 1816 и в 1838 гг.
Страстный экспериментатор, талантливый и смелый конструктор, изобретатель и распространитель знаний, Фердинанд Берту не только участвовал в совершенствовании часового дела, но и содействовал использованию точных часов в науке, внося свой вклад в развитие прогресса. Он был единственным часовым мастером, который опубликовал все результаты своих исследований, описав их самым методичным и подробным образом. Одаренный талантами инженера и ученого, наделенный удивительной работоспособностью, Фердинанд Берту осуществил самое большое количество экспериментов среди всех часовщиков своего времени.
Фердинанд Берту был исключительно плодотворен и оставил после себя множество изобретений в области морских хронометров, карманных и настенных часов, специализированных и измерительных инструментов. Он опубликовал десятки трудов, включающих около 4000 печатных страниц и 120 гравюр.
Титулы, привилегии и прочие символы признания, которыми отмечена его долгая карьера, продолжавшаяся с правления Людовика XV до эпохи Первой империи, а также то внимание, которое оказывают ему наши современники, отражают значение этого мастера в деле развития точности измерений.
Выставки
Выставка «Фердинанд Берту, часовщик короля» была проведена в 1984 году в Международном музее часового дела в городе Ла-Шо-де-Фон, а затем в Париже, в Национальном морском музее (с 17 января по 17 марта 1985 года).
Изделия Фердинанда Берту постоянно выставляются в различных музеях мира, в частности, во французской Консерватории искусств и ремесел, в швейцарском Международном музее часового дела и в Британском музее.